# Protiv Teroristička Jedinica
Le Protiv Teroristička Jedinica (PTJ, serbe : Против Tерористичка Jединица, français : Unité antiterroriste) est une unité spéciale antiterroriste de la police serbe.
Les membres du PTJ entrent en action quand la mission à réaliser est trop périlleuse ou trop dangereuse pour la confier à de simples membres de la police serbe. Bien équipés et entraînés les membres du PTJ se voient souvent confier des missions comme la neutralisation de preneurs d'otages, le secours aux personnes situées dans des endroits difficilement accessibles, le désamorcement de bombes, etc.

## Organisation
Le PTJ est divisé en 4 groupes : deux spécialisés dans les missions en milieu urbain et deux autres, dans les milieux ruraux. Dans chacun de ces groupes, de nombreux membres ont pour mission de mener les assauts et autres missions, tandis que d'autres s'occupent de la logistique ou d'autres problèmes essentiels comme les soins apportés aux blessés. Dans les membres chargés de mener les assauts, plusieurs sont spécialisés dans un domaine particulier, comme le parachutisme ou le dressage de chiens d'attaque.
Le PTJ dispose de bureaux dans les villes de Petrovo Selo, Kula et Goč. Chaque membre doit y apprendre divers tâches comme l'escalade, la progression rapide dans des milieux clos et étroits, l'intrusion dans des bâtiments clos... Des tests sont régulièrement effectués par le chef de chaque unité pour vérifier que chacun est capable d'effectuer les tâches requises. Les membres du PTJ doivent avoir entre 20 et 35 ans.

## Armes de service
Ces armes sont modernes et d'origine serbe mais aussi étrangère :
- Pistolets : CZ-99, Glock 17 et Beretta Px4 Storm
- Revolvers : Zastava R357
- Pistolets-mitrailleurs : Heckler & Koch MP5, Heckler & Koch UMP et Zastava M97/M97K
- Fusils d'assaut : Carabine M4, SIG Sauer SIG516 et Zastava M70

## Galerie

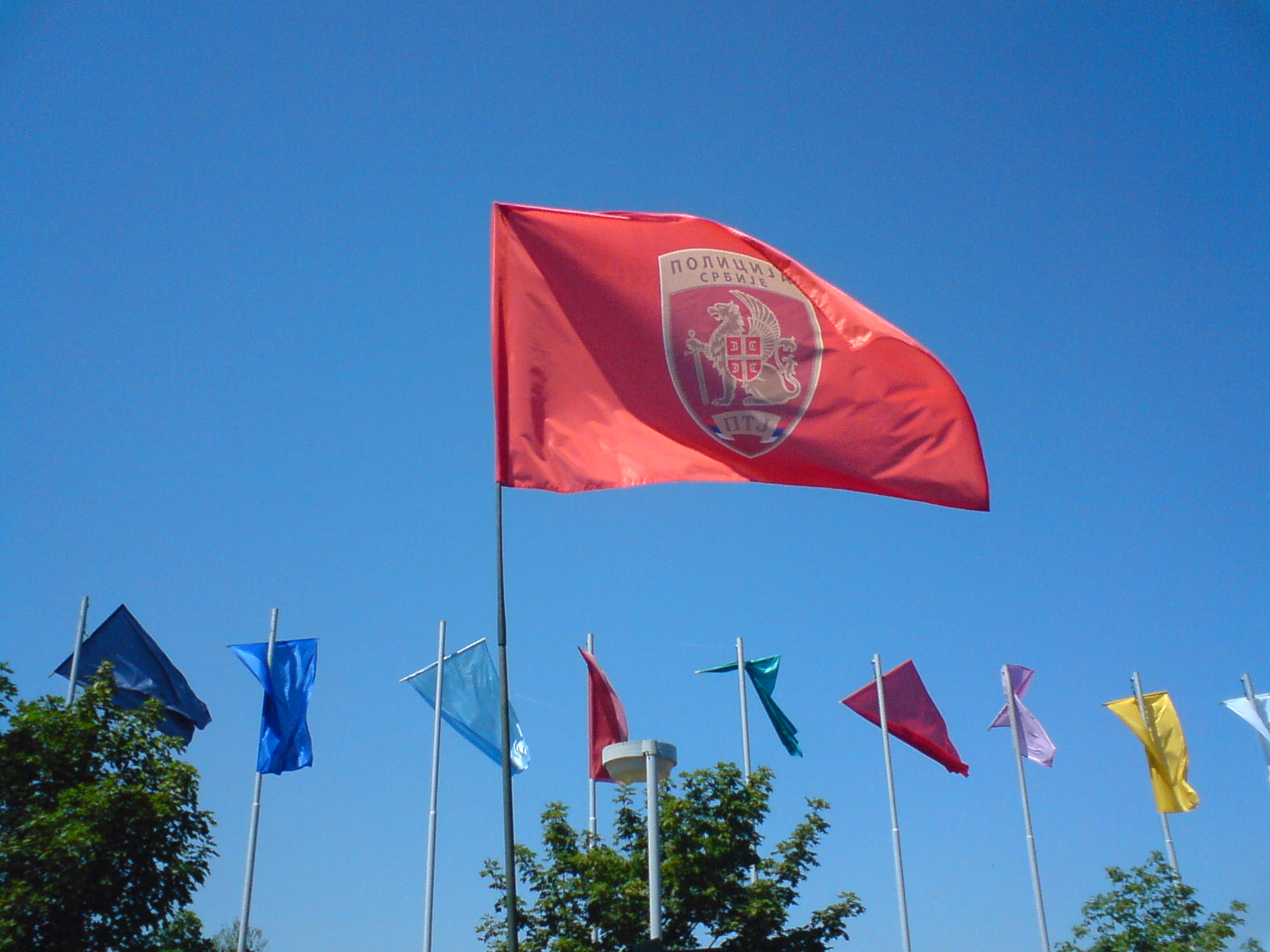
Insigne du PTJ
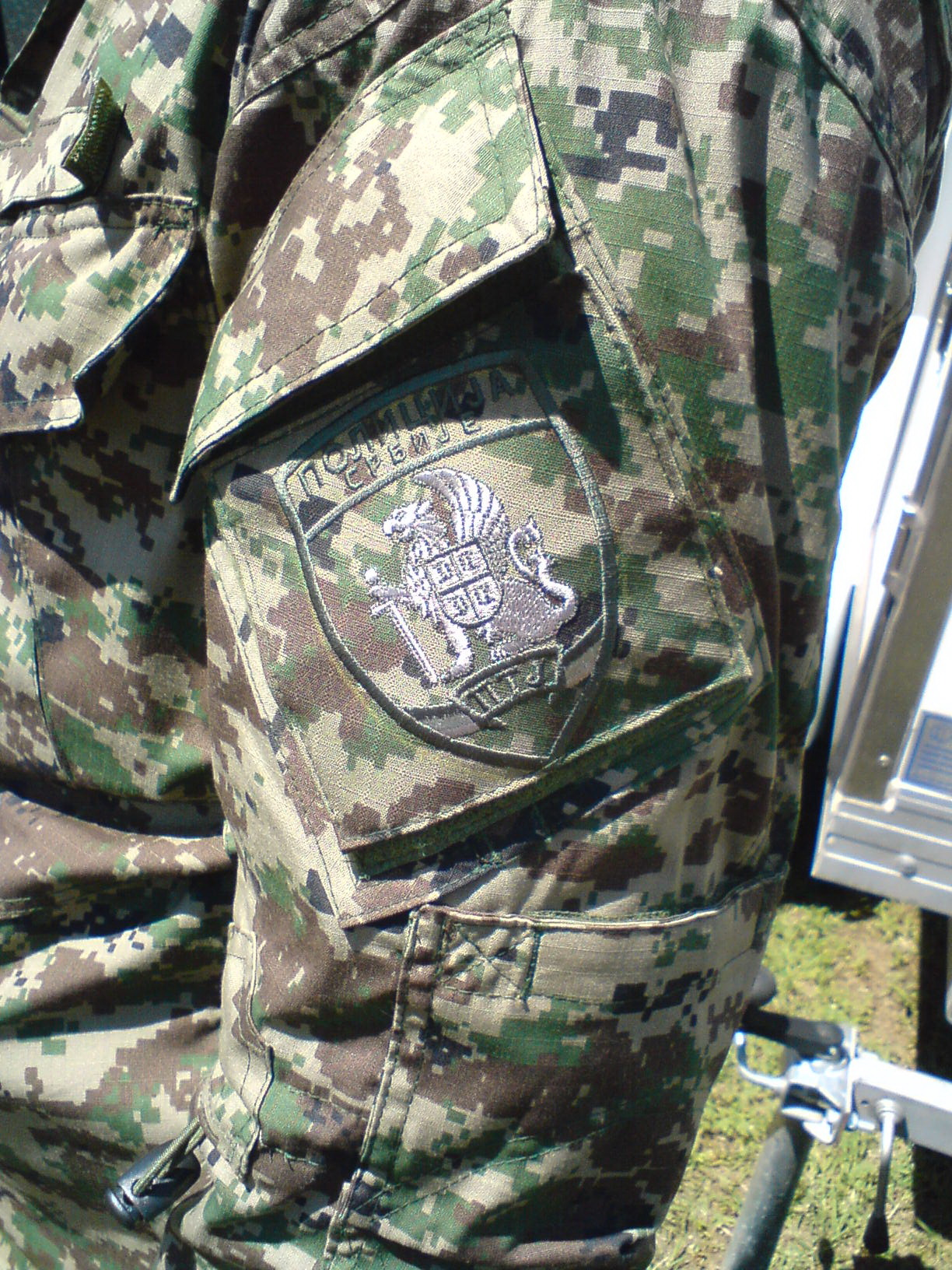
Combinaison camo DMDU-3
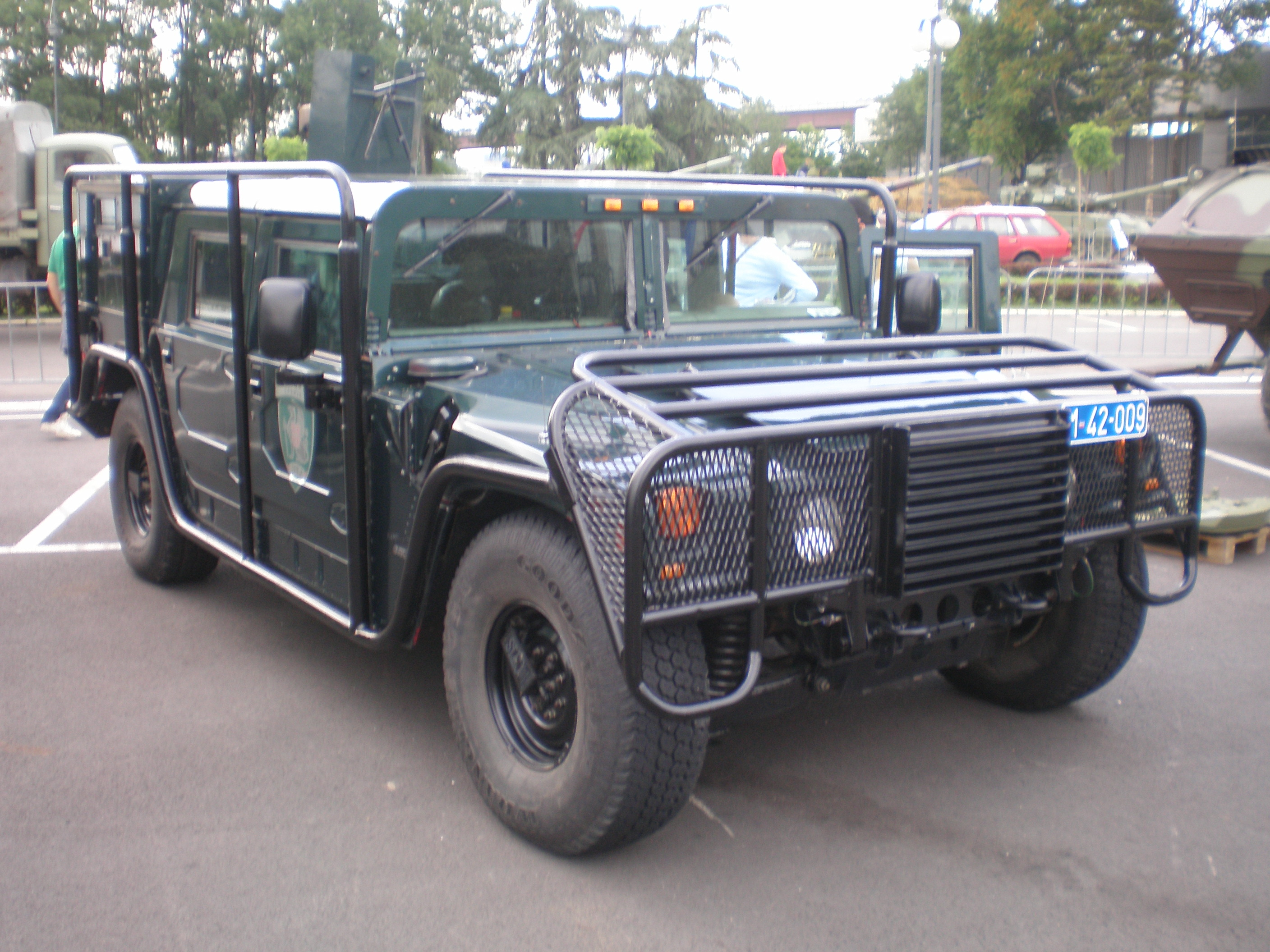
Hummer blindé du PTJ
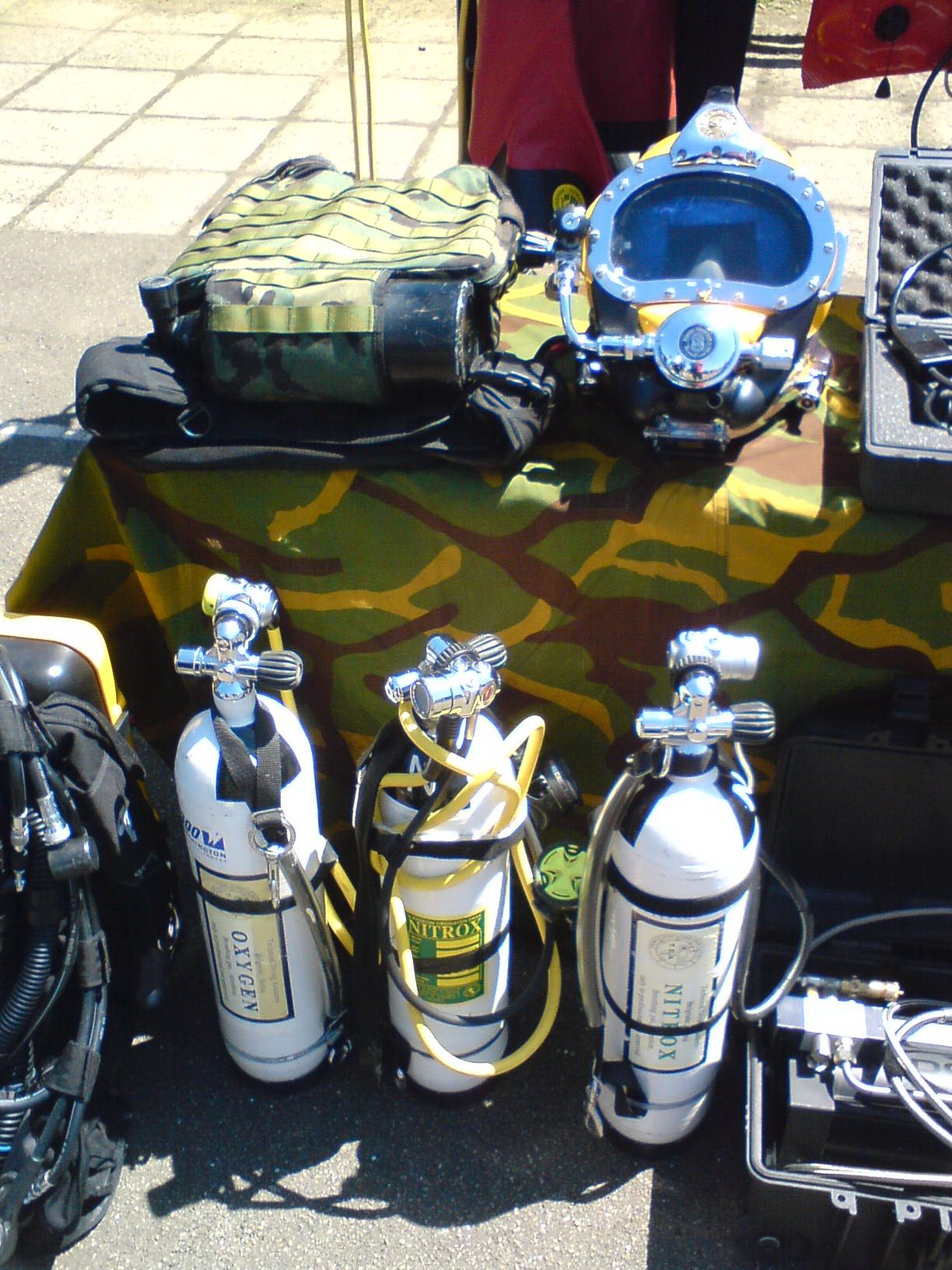
Diving equipment
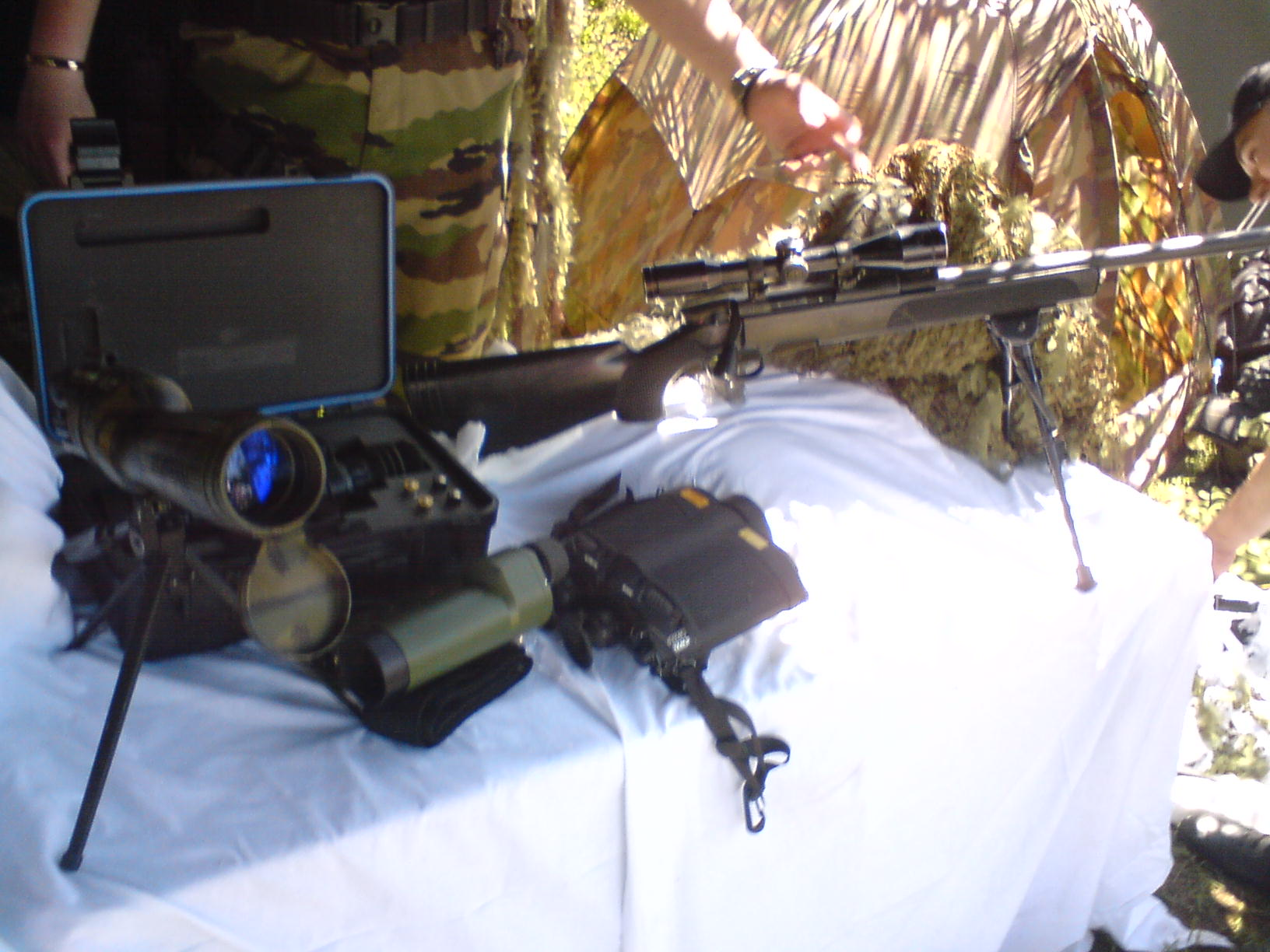
Equipement des tireurs d'élite
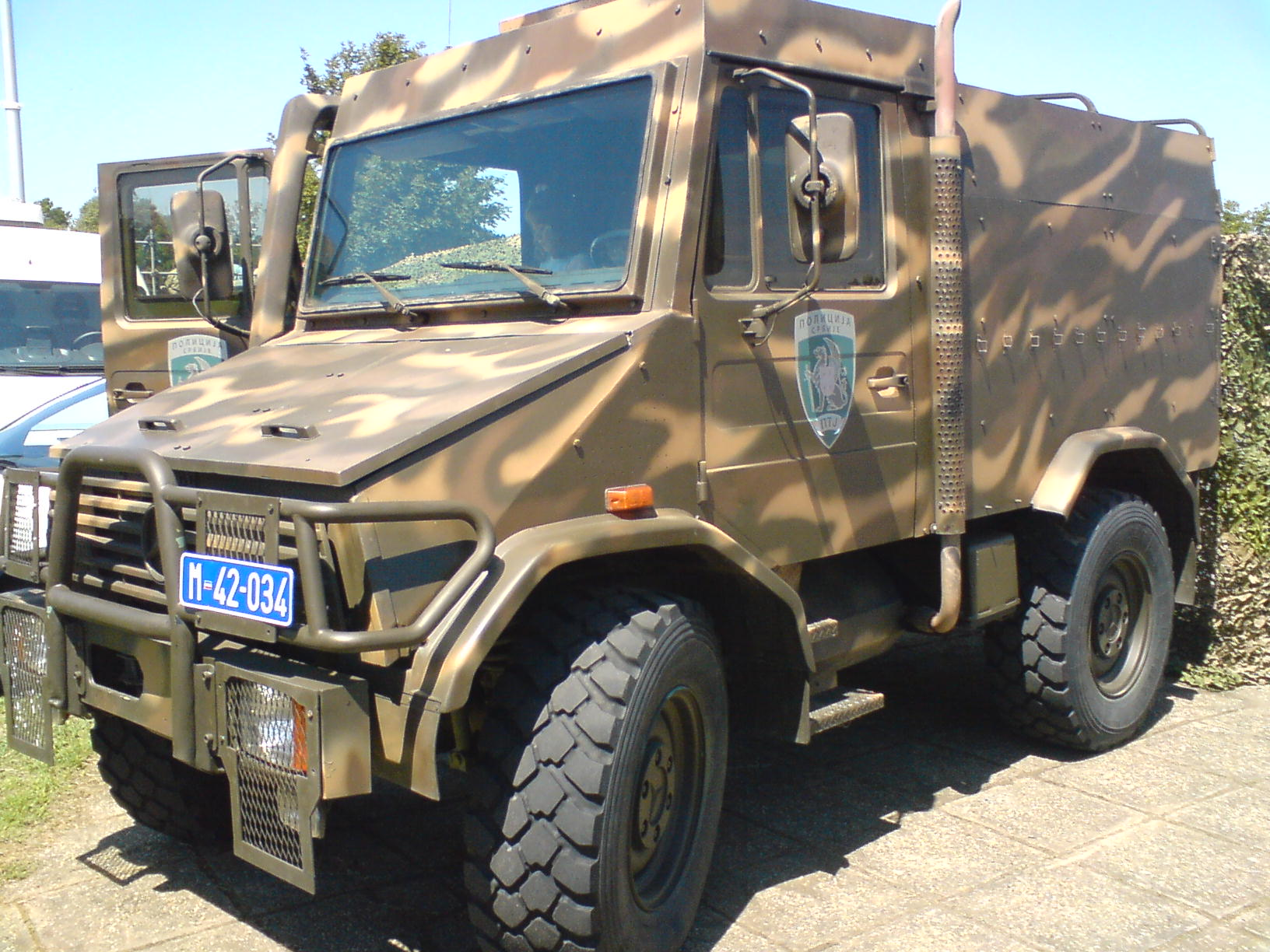
SUV Mercedes du PTJ
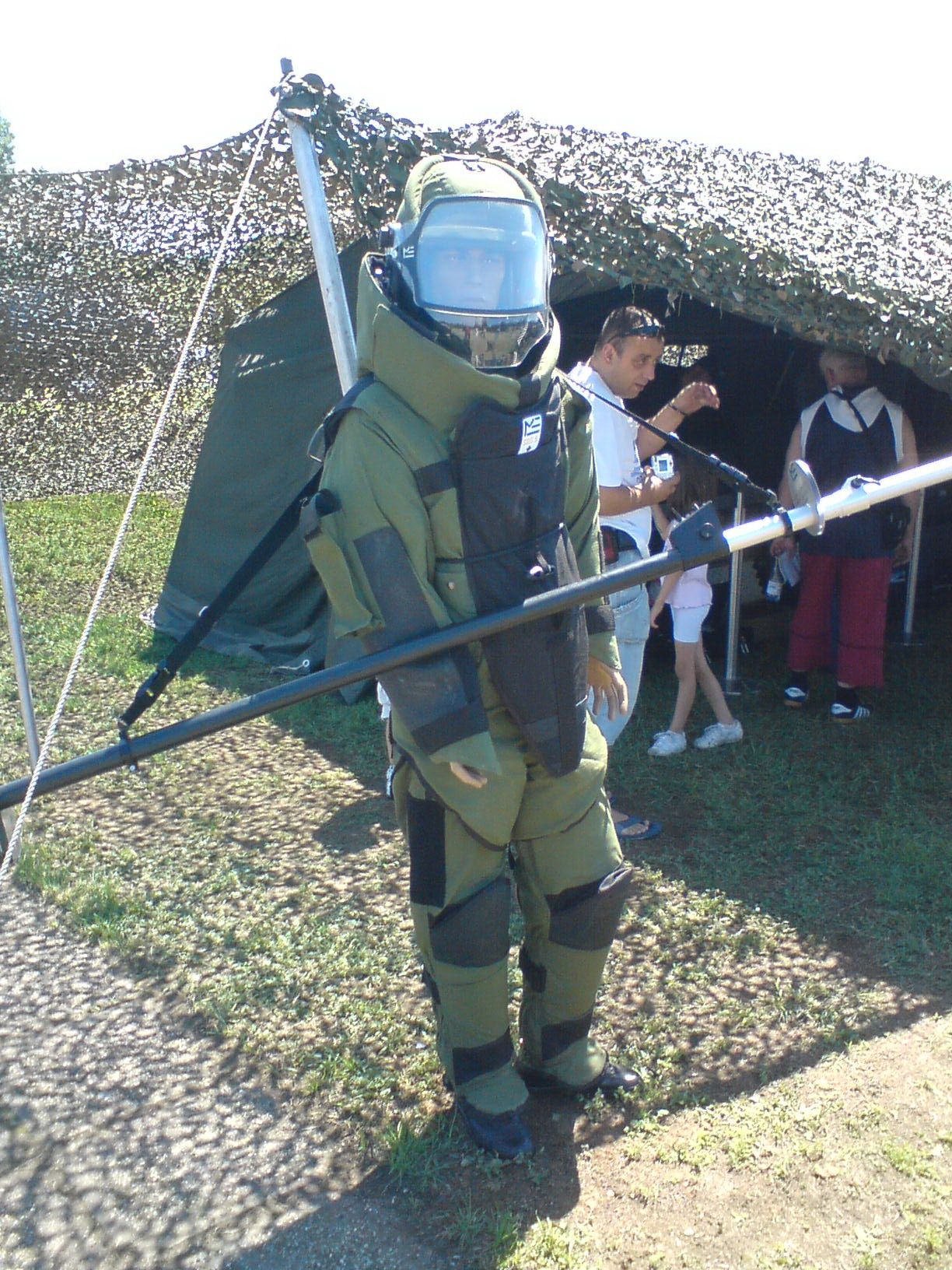
PTJ équipement anti-bombes

## Sources
- www.novosti.rs/code/navigate.php?Id=9&status=jedna&vest=98333&datum=2007-01-05